# نورة الكعبي
نورة بنت محمد الكعبي (ولدت 1979)، سياسية وسيدة أعمال إماراتية، تشغل منصب وزير دولة في وزارة الخارجية، وشغلت سابقًا منصب وزيرة الثقافة والشباب، إلى جانب منصب وزيرة دولة لشؤون المجلس الوطني الاتحادي. وكانت وزيرة الثقافة وتنمية المعرفة في دولة الإمارات العربية المتحدة من 2020 – 2023 م ووزيرة الدولة لشؤون المجلس الوطني الاتحادي من فبراير 2016 إلى أكتوبر 2017 والرئيس التنفيذي لهيئة المنطقة الإعلامية في أبو ظبي وتوفور54. وهي أيضا عضو في المجلس الوطني الاتحادي في دولة الإمارات العربية المتحدة.

## التعليم
تلقت الكعبي تعليمها الثانوي في أبو ظبي وبنسلفانيا. حصلت على درجة البكالوريوس في أنظمة إدارة المعلومات من جامعة الإمارات العربية المتحدة في 2011، كما أكملت برنامج القيادة من كلية لندن للأعمال عام 2011.

## الحياة المهنية
شغل الكعبي منصبًا إداريًا في شركة دولفين للطاقة  قبل انضمامها إلى توفور54 في أكتوبر 2007. عملت هناك رئيسةً للتنمية البشرية منذ عام 2011، قبل أن تُعين مديرًا تنفيذيًا في فبراير 2012.
عُينت الكعبي في المجلس الوطني الاتحادي من أبو ظبي في نوفمبر 2011 وأعيد تعيينها في نوفمبر 2015. في 10 فبراير 2016 عُينت وزيرة دولة لشؤون المجلس الوطني الاتحادي في مجلس وزراء دولة الإمارات العربية المتحدة (مجلس الوزراء الإماراتي). وبصفتها وزيرة دولة لشؤون المجلس الوطني الاتحادي، عملت ميسرةً بين مجلس الوزراء والمجلس الوطني الاتحادي. وفي يونيو 2016، عُينت الكعبي رئيساً لمجلس إدارة شركة أبوظبي الوطنية للمعارض وفي 12 أبريل 2017 رئيسة مجلس إدارة أبوظبي للإعلام. وبتاريخ 19 أكتوبر 2017،عُينت وزيرة للثقافة وتنمية المعرفة في مجلس الوزراء بدولة الإمارات العربية المتحدة. كما تولت قبل ذلك منصب وزيرة الدولة لشؤون المجلس الوطني الاتحادي، ومنصب رئيس لجامعة زايد.
تشغل الكعبي حاليا عضوية المجلس الوطني الاتحادي لدولة الإمارات العربية المتحدة، بالإضافة إلى منصب رئيس مجلس إدارة هيئة المنطقة الإعلامية في أبو ظبي، ومنصب رئيس مجلس إدارة شركة أبو ظبي الوطنية للمعارض، ومنصب رئيس مجلس إدارة أبو ظبي للإعلام، ومنصب رئيس لجنة الإعلام والتسويق لدورة الألعاب العالمية للأولمبياد الخاصة، بالإضافة إلى عضوية العديد من مجالس الإدارات مثل مجموعة أبو ظبي للثقافة والفنون، وقصر الحصن، والمجلس الوطني للإعلام، واتحاد الصناعات المبتكرة (كريتف اندستري فيديريشن) ومنظمة القادة الشباب العالميين.وتشغل نورة الكعبي منصب رئيس مجلس إدارة الأوركسترا الوطنية لدولة الإمارات العربية المتحدة،

## إنجازات
تعتبر نورة الكعبي أول إماراتية تُدرج ضمن لائحة أفضل 100 مفكر عالمي في مجلة فورين بوليسي في عام 2013. كما أدرجتها مجلة لانوفيل أوبزرفاتور الباريسية في قائمة الشخصيات الخمسين الأكثر مساهمة في تغيير العالم لعام 2013. منحت لقب أفضل رئيس تنفيذي في قطاع الإعلام لعام 2012 ضمن جوائز مجلة أرابيان بزنس، كما أدرجتها المجلة ضمن قائمة أقوى 100 امرأة عربية لعامي 2011 و2012. وجاءت أيضاً ضمن أكثر 30 امرأة عربية تأثيراً في القطاع الحكومي بالعالم العربي لعام 2013 وفقا لمجلة فوربس الشرق الأوسط. وجرى تكريمها في العام 2015 من قبل الجمعية الأمريكية للإعلام الخارجي (AAM) تقديراً لدورها القيادي في نمو صناعة الإعلام في دولة الإمارات العربية المتحدة، كما اختيرت في العام 2016 من بين أكثر 20 امرأة تأثيراً في قطاع التلفزيون عالمياً من قبل موقع «هوليوود ريبورتر» الإلكتروني.

## جوائز
- وسام الاستحقاق الفرنسي برتبة فارس تقديرًا لجهودها في تطوير العلاقات بين دولة الإمارات وفرنسا وتشجيع التبادل الثقافي والإبداعي فيما بينهما.[1]
- ديسمبر 2020 وسام الخدمة الدبلوماسية - ميدالية غوانغ هوا من رئيس جمهورية كوريا الجنوبية مون جاي ان تقديراً لجهودها في دعم العلاقات الإماراتية – الكورية.[37]